# Hyères-Toulon Var Basket
O Hyères-Toulon Var Basket, conhecido como Hyères-Toulon ou simplesmente HTV, é um clube profissional de basquetebol baseado em Hyères e Toulon, França que atualmente disputa a Nationale Masculine 3. Manda seus jogos no Palais des Sports de Toulon com capacidade para 4.700 espectadores.

## Histórico de Temporadas
| Temporada | Nível | Liga      | Pos. | J     | PL         | Resultado         | Copa da França    | Competições internacionais | Competições internacionais |
| --------- | ----- | --------- | ---- | ----- | ---------- | ----------------- | ----------------- | -------------------------- | -------------------------- |
| 1996-97   | 2     | LNB Pro B | 7    |       |            |                   |                   |                            |                            |
| 1997-98   | 2     | LNB Pro B | 11   | 16-18 |            |                   |                   |                            |                            |
| 1998-99   | 2     | LNB Pro B | 11   | 14-16 |            |                   |                   |                            |                            |
| 1999-00   | 2     | LNB Pro B | 3    | 24-10 |            |                   |                   |                            |                            |
| 2000-01   | 2     | LNB Pro B | 5    | 19-11 |            | Promovido         |                   |                            |                            |
| 2001-02   | 1     | LNB ProA  | 12   | 8-22  |            |                   |                   |                            |                            |
| 2002-03   | 1     | LNB ProA  | 12   | 11-19 |            |                   |                   |                            |                            |
| 2003-04   | 1     | LNB ProA  | 14   | 13-21 |            |                   |                   | 4 Copa da Europa           | CO                         |
| 2004-05   | 1     | LNB ProA  | 12   | 15-19 |            |                   | Ronda dos 32      |                            |                            |
| 2005-06   | 1     | LNB ProA  | 15   | 12-22 |            |                   | Semifinais        |                            |                            |
| 2006-07   | 1     | LNB ProA  | 15   | 11-23 |            |                   | Ronda dos 32      |                            |                            |
| 2007-08   | 1     | LNB ProA  | 6    | 17-13 | 0-2        | Quartas de Finais | Oitavas de finais |                            |                            |
| 2008-09   | 1     | LNB ProA  | 11   | 13-17 |            |                   |                   | 3 EuroChallenge            | TR                         |
| 2009-10   | 1     | LNB ProA  | 11   | 13-17 |            |                   | Ronda dos 32      |                            |                            |
| 2010-11   | 1     | LNB ProA  | 7    | 15-15 | 1-2        | Quartas de Finais | Oitavas de finais |                            |                            |
| 2011-12   | 1     | LNB ProA  | 16   | 3-27  |            | Rebaixado         | Oitavas de finais |                            |                            |
| 2012-13   | 2     | LNB Pro B | 12   | 15-19 |            |                   | Ronda dos 32      |                            |                            |
| 2013-14   | 2     | LNB Pro B | 9    | 22-22 | 0-2        | Quartas de finais | Semifinalista     |                            |                            |
| 2014–15   | 2     | LNB Pro B | 2    | 25-9  | 1-2        | Quartas de finais | Ronda dos 32      |                            |                            |
| 2015–16   | 2     | LNB Pro B | 1    | 26-8  | [ nota 2 ] | Promovido campeão | Ronda dos 64      |                            |                            |
| 2016–17   | 1     | LNB ProA  | 15   | 11-23 |            |                   | Quartas de finais |                            |                            |
| 2017-18   | 1     | LNB ProA  | 18   | 6-28  |            | Rebaixado         | Quartas de finais |                            |                            |
| 2018-19   | 5     | NM3       |      |       |            |                   |                   |                            |                            |
| 2019-20   | 4     | NM2       |      |       |            |                   |                   |                            |                            |
| 2020-21   | 4     | NM2       |      |       |            |                   |                   |                            |                            |
| 2021-22   | 4     | NM2       | 1º   | 21-2  |            | Promovido campeão |                   |                            |                            |
| 2022-23   | 3     | NM1       | 4º   | 7-7   |            |                   |                   |                            |                            |
| 2023-24   | 3     | NM1       | 1º   | 12-6  |            | Promovido campeão |                   |                            |                            |
| 2024-25   | 2     | ProB      | 18º  | 11-27 |            |                   |                   |                            |                            |

## Títulos

### LNB Pro B (segunda divisão)
- Campeão (1):2015-16

### Copa da França
- Semifinalista (2): 2005-06, 2013-14